# Bistum Port-Gentil
Das Bistum Port-Gentil (lat.: Dioecesis Portus Gentilis) ist eine in Gabun gelegene römisch-katholische Diözese mit Sitz in Port-Gentil.

## Geschichte
Das Bistum Port-Gentil wurde am 19. März 2003 durch Papst Johannes Paul II. mit der Apostolischen Konstitution Cum petitum aus Gebietsabtretungen des Erzbistums Libreville errichtet und diesem als Suffraganbistum unterstellt. Erster Bischof wurde Mathieu Madega Lebouankehan.

## Bischöfe von Port-Gentil
- Mathieu Madega Lebouankehan, 2003–2013
- Euzébius Chinekezy Ogbonna Managwu, seit 2016